# (1110) Jaroslawa
Jaroslawa es el asteroide número 1110, situado en el cinturón principal. Fue descubierto por el astrónomo Grigori Nikoláievich Neúimin desde el observatorio de Simeiz, el 10 de agosto de 1928. Su designación alternativa es 1928 PD. Está nombrado en honor de Yaroslav Grigórievich Neúimin, uno de los hijos del descubridor.
Jaroslawa forma parte de la familia asteroidal de Flora.